# Oreopanax impolitus
Oreopanax impolitus är en araliaväxtart som beskrevs av Borchs. Oreopanax impolitus ingår i släktet Oreopanax och familjen Araliaceae. Inga underarter finns listade.